# 1188 км (зупинний пункт)
1188 кілометр — пасажирський залізничний зупинний пункт Лиманської дирекції Донецької залізниці.
Розташований у Волноваському районі Донецької області у Великоанадольському лісі за кількасот метрів від Мар'янівських дач на лінії Волноваха — Донецьк між станціями Волноваха (4 км) та Велико-Анадоль (7 км).
Через військову агресію Росії на сході Україні транспортне сполучення припинене.